# Xtrac
Xtrac Limited, conosciuta anche come Xtrac Transmission Technology, è una società di ingegneristica britannica fondata nel 1984 da Mike Endean ex ingegnere di Hewland, per realizzare sistemi di trasmissione 4WD e cambi per vetture da rallycross e successivamente da rally e da pista. 

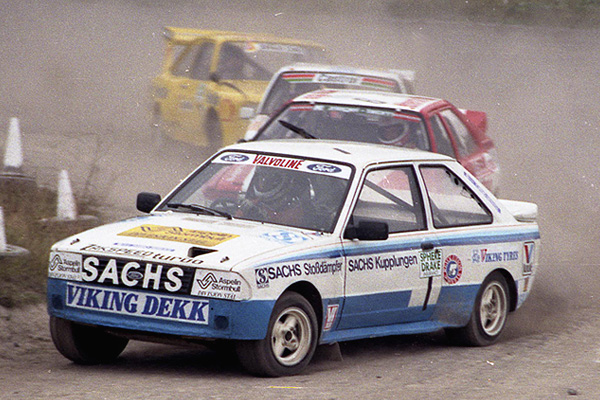
Ford Escort dotata di trazione integrale Xtrac

I cambi vengono montati anche su vetture sportive stradali come la Pagani Huayra e Mercedes-AMG Project One e per sei team di Formula 1 tra cui la Lotus.
Xtrac ha iniziato a realizzare cambi a metà degli anni '80 per le nuove auto da rally del Gruppo A dalle loro sedi originali a Wokingham e ha continuato a farlo dopo essersi trasferito nel 1986 in una nuova fabbrica a Finchampstead.
Nel 2000, Xtrac costruì uno stabilimento a Thatcham nel Berkshire in Inghilterra, e attualmente fornisce molti settori dello sport motoristico, tra cui F1, Prototipo e GT Sportscars, IndyCar, GRAND-AM, Rally e Touring; i cambi della Xtrac sono montati su vetture da competizione quali la Lamborghini Huracán Super Trofeo Evo, la Mini Jonh Cooper Work che ha corso nel Rally Dakar 2018 e sulle Volkswagen Polo GTI R5 e Skoda Fabia R5.
Xtrac è anche il co-partner ufficiale del cambio di Mercedes AMG Petronas F1 Team dalla stagione 2010.
Inoltre produce componenti per i veicoli militari del ministero della difesa britannico.